# Albert Houssiau
Mons. Albert Jean Charles Ghislain Houssiau [albér úsijó] (* 2. listopadu 1924, Halle (Belgie)) je belgický římskokatolický kněz a emeritní biskup diecéze Lutych.

## Život
Narodil se 2. listopadu 1924 v Halle v Belgii. Střední vzdělání získal na Institutu Notre-Dame v Cureghemu. Poté byl přijat do kněžského semináře arcidiecéze Mechelen-Brusel. Na Katolické univerzitě v Lovani studoval tomistickou teologii. Na kněze byl vysvěcen 6. února 1949. Po vysvěcení působil jako farní vikář ve Forestu. Byl také profesorem teologie v Lovani. Roku 1965 byl jmenován kanovníkem katedrály Saint-Rombaut.
Dne 17. března 1986 jej papež Jan Pavel II. jmenoval biskupem diecéze Lutych. Biskupské svěcení přijal 18. května 1986 z rukou kardinála Godfrieda Danneelse a spolusvětitelé byli biskup Guillaume Marie van Zuylen, biskup Robert-Joseph Mathen, biskup Jozef-Maria Heuschen a biskup Paul Van den Berghe.
Dne 9. května 2001 přijal papež Jan Pavel II. jeho rezignaci na post diecézního biskupa z důvodu dosažení kanonického věku 75 let.